# Фёдор Иванович
Фёдор I Ива́нович  (31 мая 1557, Москва — 7 (17) января 1598, там же) — царь всея Руси и великий князь Московский с 18 (28) марта 1584 года, третий сын Ивана IV Грозного и царицы Анастасии Романовны, последний представитель московской ветви династии Рюриковичей.
За свою богомольность и набожность канонизирован Русской православной церковью как «святой благоверный Феодор I Иоаннович, царь Московский». Память 7 (20) января, воскресенье перед 26 августа (8 сентября), то есть первое воскресенье сентября (Собор Московских святых).

## Ранние годы

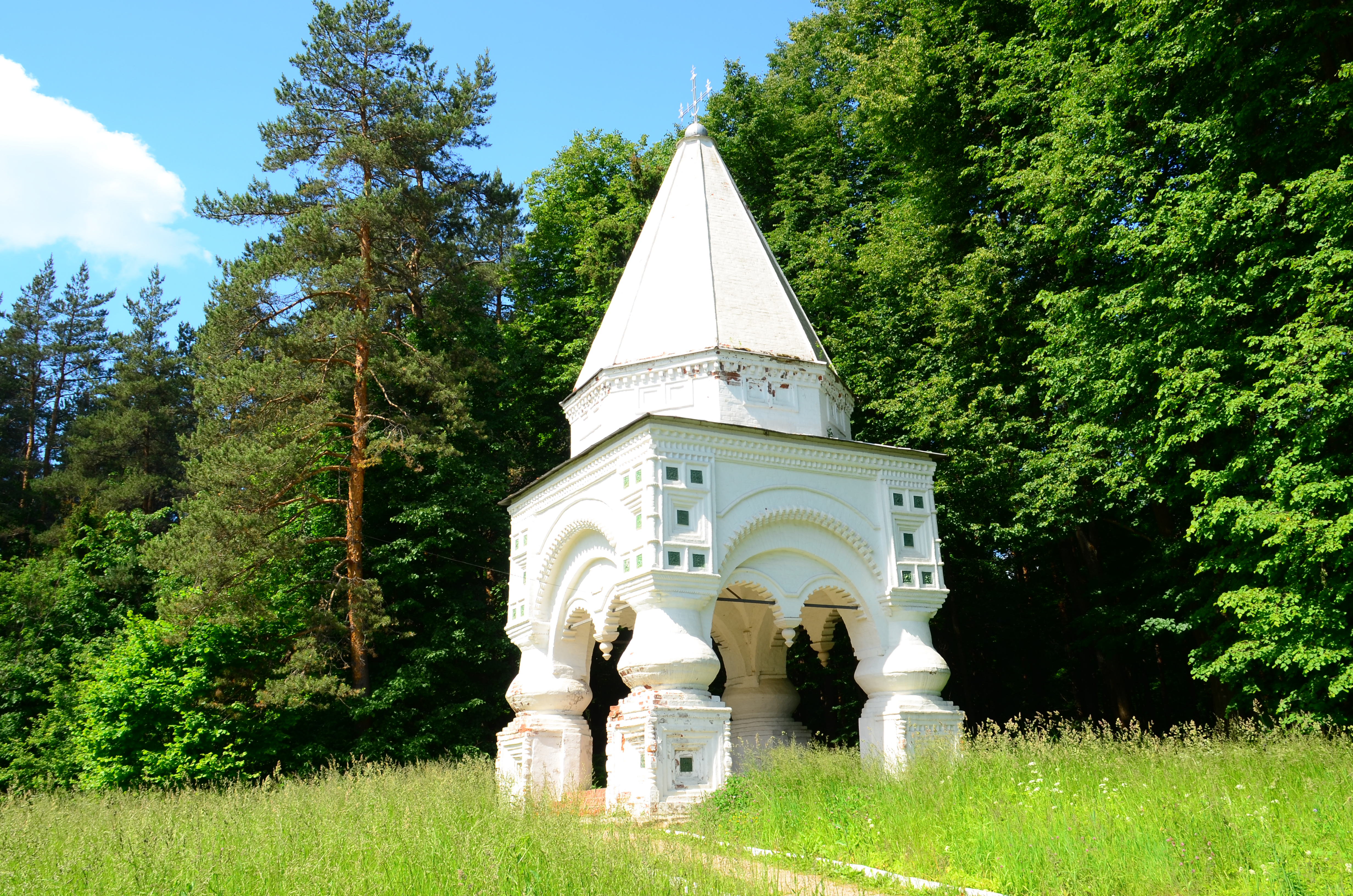
Часовня на месте рождения царя Фёдора

Родился в день поминовения апостола Ермия и получил в крещении его имя. В честь рождения сына Иван Грозный повелел построить церковь в Феодоровском монастыре города Переславль-Залесский. Этот храм в честь Феодора Стратилата стал главным собором монастыря и сохранился до настоящего времени. По преданию, на месте самого рождения царевича, в урочище Собилка, в 4 км от города по направлению к Москве, была поставлена каменная часовня-крест, также сохранившаяся до нашего времени.
Воспитанием будущего монарха заведовали «дядьки» Михаил Безнин и Андрей Клешнин. Со слов отца Фёдор был «постник и молчальник, более для кельи, нежели для власти державной рождённый». В 1573 году предлагался отцом в качестве кандидата на польско-литовский престол. В январе или феврале 1575 года вступил в брак с Ириной Фёдоровной Годуновой. После смерти в ноябре 1581 года старшего брата Ивана (как принято считать, от нанесённой отцом раны) Фёдор стал наследником царского престола.
По данным, приводимым Р. Г. Скрынниковым, будущий царь разъезжал по святым местам и «нередко сам трезвонил на колокольне», но в то же время «упивался зрелищем кулачного и в особенности медвежьего боя». При вскрытии могилы Фёдора в советское время были опровергнуты распространённые представления о его физической немощи: оказалось, что он был «кряжист и крепок», хотя при росте около 160 см был сильно ниже отца; лица же их были весьма похожи и принадлежали к одному антропологическому типу (динарскому). Ногти, волосы и борода Фёдора Ивановича были тщательно подстрижены.

## Вступление на престол
Иван IV умер 18 (28) марта 1584 года. На сороковой день после его кончины собралась боярская дума, определившая дату венчания нового монарха на один из ближайших церковных праздников; в обряде коронации впервые использовался скипетр. В источниках чаще всего упоминается, что Фёдора венчали на царство в день его рождения (31 мая (10 июня)), но называются и Вознесение — 28 мая (7 июня), и даты июня 1584 года: путаницу вносит введённый в это время в Европе григорианский календарь. Исаак Масса связывает «помазание на царство» с началом нового года (то есть с 1 сентября 1584 года) и приводит полный титул монарха (который впоследствии указывал и Татищев):

Божиею милостию царь и великий государь всея России, самодержец владимирский, московский, новгородский, царь астраханский, государь псковский, великий князь смоленский, земель тверской, югорской, пермской, вятской, болгарской, государь и великий князь низовых земель, черниговской, рязанской, полоцкой, ростовской, ярославской, белозерской, удорской, обдорской, кондинской, всей сибирской и самоедской земли и ногайцев, верховный повелитель северской земли и государь Ливонии.

### Опекунский совет
Иван Грозный, признавая неспособность сына к самостоятельному правлению (несмотря на его зрелый возраст), учредил опекунский совет в следующем составе: князь И. Ф. Мстиславский, князь И. П. Шуйский, Н. Р. Юрьев, Б. Ф. Годунов и Б. Я. Бельский (членство двух последних иногда оспаривается). Этот совет прекратил существование в течение двух первых лет правления Фёдора, которые ознаменовались интенсивным противоборством между боярскими группировками. За это время бояре Нагие были удалены в Углич, в опалу попали Головины, печатник Олферьев, князья Шуйские и т. д. Брат царицы Борис Годунов, доминировавший в правительстве с осени 1584 года, окончательно взял бразды правления в свои руки к 1587 году.
Вскоре после коронации в Москве началось восстание против Богдана Бельского, олицетворявшего силы Опричнины. На Красной площади собралось до 20 000 человек, стрельцы открыли по толпе стрельбу из пушек, погибли десятки москвичей. Сам Бельский был принуждён спасаться в царских палатах и вскоре был выслан воеводой в Поволжье.
Бездетность царицы и гибель в 1591 году единственного брата царя, Дмитрия Углицкого, означали неминуемое пресечение династии после смерти Фёдора. Взывая к прецеденту развода Василия III со своей бездетной женой Соломонией, могущественные князья Шуйские пытались добиться развода Фёдора с супругой и, таким образом, удаления от власти своего врага Бориса Годунова. Заговорщикам удалось привлечь на свою сторону митрополита Дионисия. В 1586 году представители земства явились во дворец и подали Фёдору прошение, «чтобы он, государь, чадородия ради второй брак принял, а первую свою царицу отпустил во иноческий чин».  На этот раз Фёдор проявил твёрдость характера и не только отверг прошение, но и отправил в ссылку его составителей, включая самого митрополита (которого лишили сана), крутицкого архиепископа и князя Василия Шуйского.

## Правление
Правление Фёдора Ивановича дало разорённому опричниками и тяготами Ливонской войны государству долгожданную возможность восстановиться. Основывались новые города и крепости, началось освоение присоединённой Сибири, обновлены или построены заново укрепления Москвы (см. Белгородская стена), Смоленска (см. Смоленская крепостная стена), Новгорода, Казани, Астрахани, а также ключевых пограничных монастырей. После длительного перерыва возобновилось печатание книг («Триодь постная», «Триодь цветная»). Основные события царствования: 

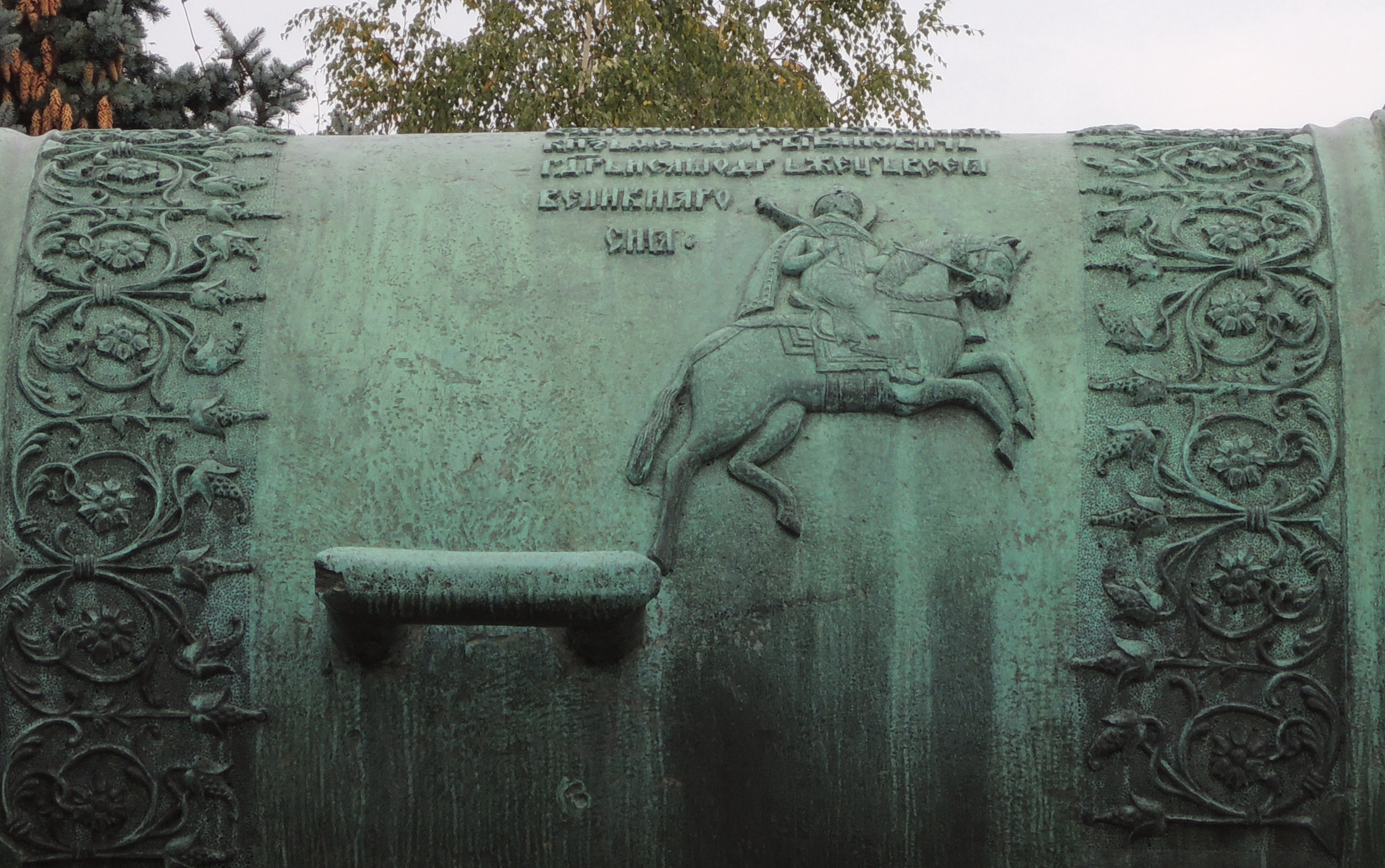
Изображение Фёдора Иоанновича на Царь-пушке

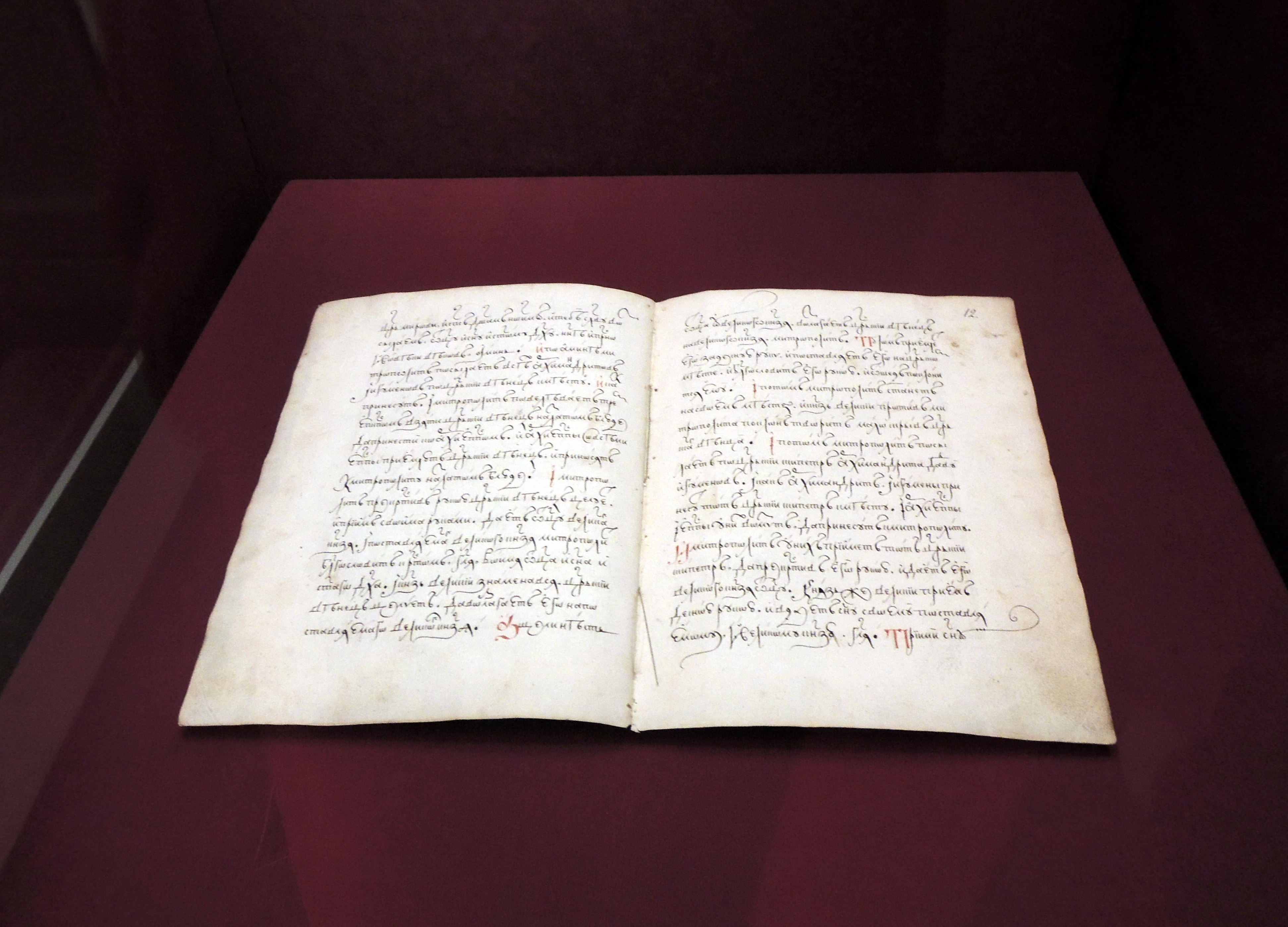
Чин венчания Фёдора I на царство

- 1584 — утверждён в качестве царя Земским собором. Упразднено разделение Государева двора, характерное для опричнины. Основан Архангельск в устье Северной Двины, ставший вскоре основным портом торговли с Европой. Основан город Царевококшайск.
- 1586 — отлита Царь-пушка. Вдоль Старой Казанской дороги основаны Самара и Тюмень, до статуса города повышена Уфа. На Дону основан Воронеж.
- 1587 — рядом со столицей Сибирского ханства Искером основан Тобольск. Царь Фёдор Иоаннович сделал неудачную попытку участия в выборах короля в Речи Посполитой[14].
- 1589 — учреждён Московский патриархат с первым патриархом Иовом. Составлен новый судебник. Рядом с бывшей столицей Золотой Орды Сарай-Берке основан Царицын.
- 1590 — основан Саратов.
- 1591 — отражён последний крупный поход Крымского ханства под руководством хана Газы II Герая на Москву. В честь этого события царём основан Донской монастырь. Учреждена Поповская изба.
- 1591 — завершено строительство стен московского Белого города.
- 1593 — основан Старый Оскол.
- 1594 — на западной границе Пегой Орды основаны крепости Тара и Сургут.
- 1595 — окончена Русско-шведская война 1590—1595 годов, по результатам которой России возвращено побережье Балтийского моря (города Ям, Ивангород, Копорье, Корела). Договор в Тявзине. Основан Обдорск в устье Оби, начато строительство Бабиновской дороги в Сибирь.
- 1597 — указ об урочных летах и уложение о холопах (в частности, запрещавшее кабальным холопам выкупаться до смерти хозяев).

Принято считать, что Фёдора Ивановича интересовали преимущественно церковные дела, а остальными вопросами внутренней и внешней политики ведал его шурин Борис Годунов (именуемый посещавшими Москву иностранцами то правителем, то соправителем, то регентом). Положение Годунова при царском дворе было столь значимо, что заморские дипломаты искали аудиенции именно у Бориса Годунова, его воля была законом: Фёдор царствовал, Борис управлял — это знали все и на Руси, и за границей. В историографии закрепилась точка зрения, что царь принимал мало участия в управлении государством ввиду слабости здоровья и ума (см. ниже раздел «Оценки личности»). «Русские на своём языке называют его durak», — писал о царе шведский король Карл IX. У С. М. Соловьёва обычный распорядок Фёдора Ивановича описывается следующим образом:
«Обыкновенно встаёт он около четырёх часов утра. Когда оденется и умоется, приходит к нему отец духовный с крестом, к которому царь прикладывается. Затем крестовый дьяк вносит в комнату икону святого, празднуемого в тот день, перед которой царь молится около четверти часа. Входит опять священник со святою водой, кропит ею иконы и царя. После этого царь посылает к царице спросить, хорошо ли она почивала? И чрез несколько времени сам идет здороваться с нею в средней комнате, находящейся между его и её покоями; отсюда идут они вместе в церковь к заутрени, продолжающейся около часу. Возвратясь из церкви, царь садится в большой комнате, куда являются на поклон бояре, находящиеся в особенной милости. Около девяти часов царь едет к обедне, которая продолжается два часа… После обеда и сна едет к вечерне… Каждую неделю царь отправляется на богомолье в какой-нибудь из ближайших монастырей».
Ф. Б. Успенский относит слабое здоровье Фёдора к числу историографических легенд, не подтверждённых документально. Известно, что царь лично возглавлял поход против шведов, который привёл к возвращению Ивангорода и Копорья.
Парадные доспехи работы Кунца Лохнера, подаренные в 1584 году Фёдору Иоанновичу Стефаном Баторием, представлены в настоящее время в экспозиции Оружейной палаты (зал 3, витрина 23).

## Смерть, погребение и наследники

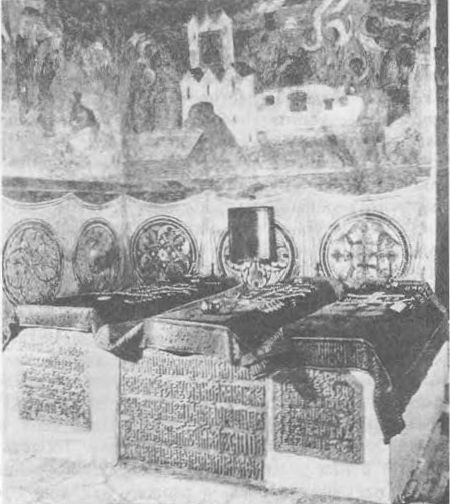
Усыпальница Ивана Грозного и его сыновей

В конце 1597 года Фёдор тяжело заболел и 7 (17) января 1598 года в час ночи скончался. По свидетельству патриарха Иова, в предсмертном томлении царь беседовал с кем-то незримым для других, именуя его великим Святителем, а в час кончины его, по преданию, ощущалось благоухание в палатах кремлёвских. Сам патриарх совершил таинство елеосвящения и причастил умирающего царя. Феодор Иоаннович умер, не оставив потомства, и с его смертью прекратилась московская линия Рюриковичей на царском престоле в Москве. Погребён он был в Архангельском соборе вместе со своим отцом и братом Иваном, в правой части алтаря, за иконостасом.
Иван Грозный «ещё при жизни приготовил себе место погребения в диаконнике Архангельского собора, превратив его в придельную церковь-капеллу. В ней впоследствии нашли упокоение сам царь и два его сына Иван Иванович и Фёдор Иванович. Фрески усыпальницы — то немногое, что сохранилось от первоначальной живописи XVI века. Здесь в нижнем ярусе представлены композиции „Прощание князя с семьёй“, „Аллегория Внезапной смерти“, „Отпевание“ и „Погребение“, составляющие единый цикл. Он был призван напоминать самодержцу о нелицемерном суде, о тщете мирской суеты, о непрестанном памятовании смерти, не разбирающей „есть ли нищ, или праведен, или господин, или раб“».
Из многочисленных беременностей царицы Ирины рождением ребёнка закончилась только одна, но рождённая в 1592 году дочь Феодосия не прожила и двух лет. Единственный младший (единокровный) брат царя, Дмитрий Углицкий, погиб в 1591 году. Ввиду бездетности Фёдора современники рассматривали в качестве носителя верховной власти также его супругу, которая в первые месяцы вдовства оказалась в положении фактической правительницы государства.
Со смертью Фёдора прямая линия наследования пресеклась. Права династии Романовых на престол основывались на том, что её основатель Михаил Фёдорович приходился двоюродным племянником Фёдору Ивановичу (чья мать Анастасия Романовна была родной сестрой Никиты Романовича — деда Михаила).

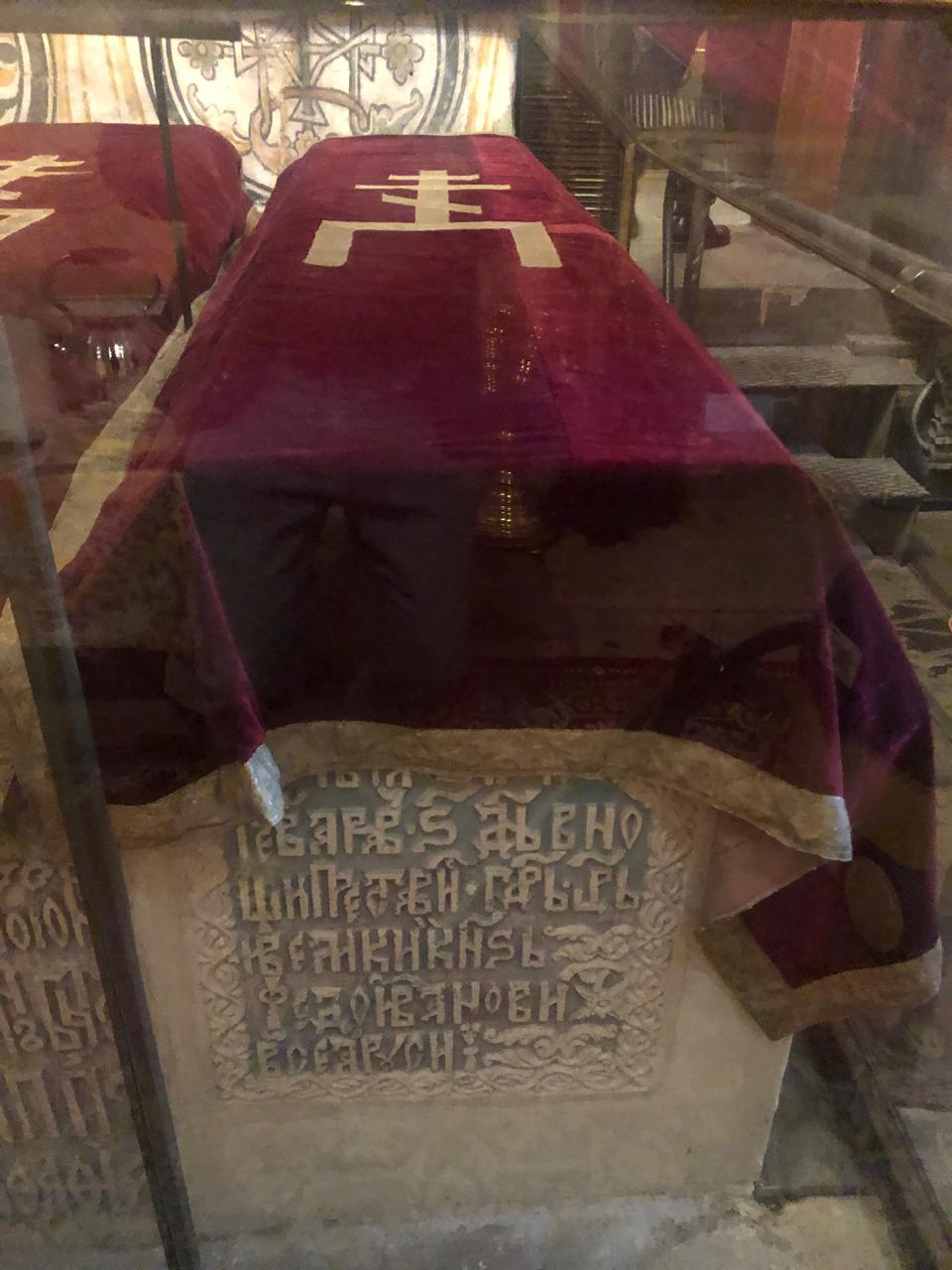
Гробница царя в алтаре Архангельского собора Московского Кремля

## Оценки личности

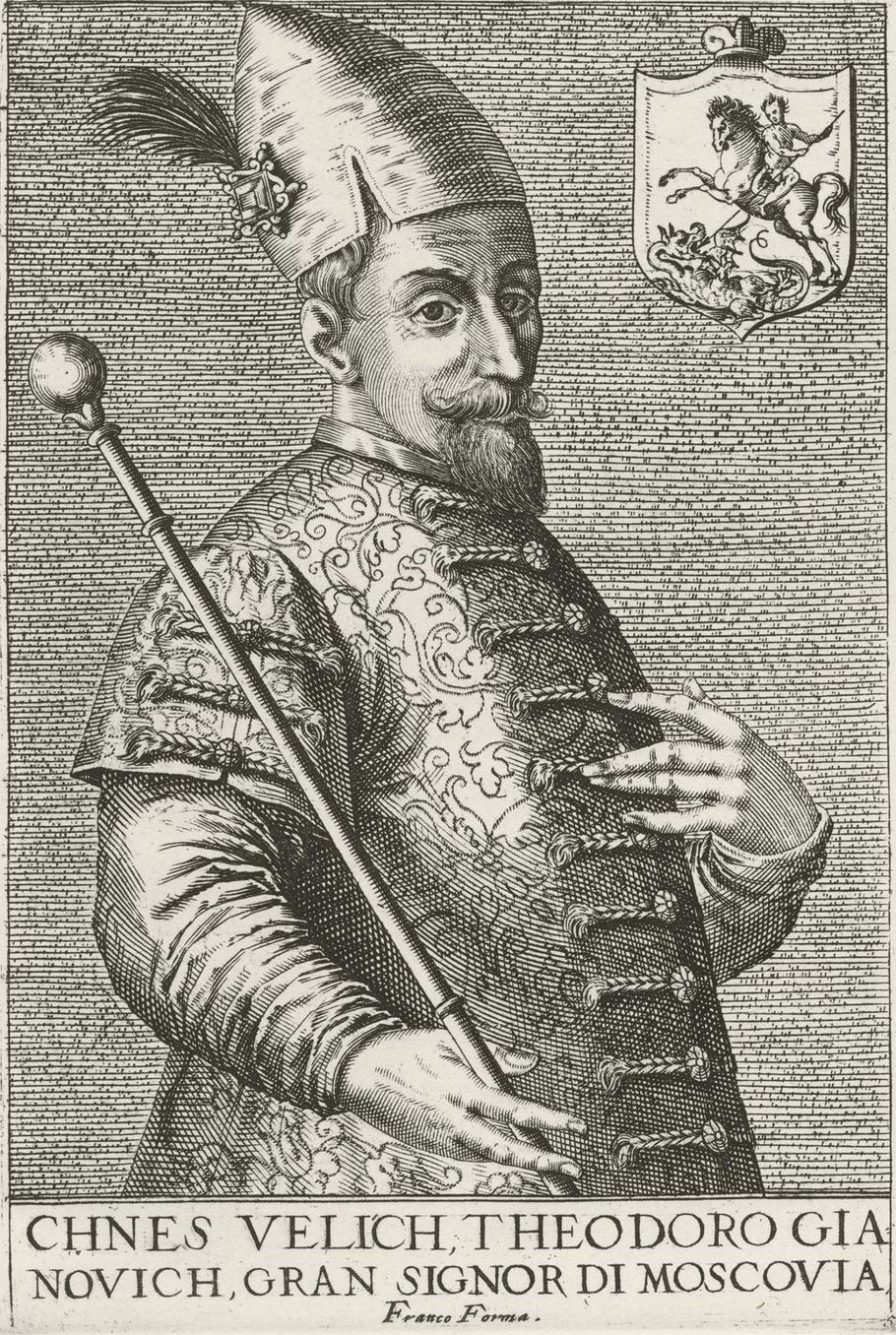
Так изображали на Западе царя Фёдора в 1580-е гг.

- Английский дипломат Джайлс Флетчер: «Теперешний царь (по имени Феодор Иванович) относительно своей наружности: росту малого, приземист и толстоват, телосложения слабого и склонен к водяной; нос у него ястребиный, поступь нетвердая от некоторой расслабленности в членах; он тяжел и недеятелен, но всегда улыбается, так что почти смеётся. Что касается до других свойств его, то он прост и слабоумен, но весьма любезен и хорош в обращении, тих, милостив, не имеет склонности к войне, мало способен к делам политическим и до крайности суеверен. Кроме того, что он молится дома, ходит он обыкновенно каждую неделю на богомолье в какой-нибудь из ближних монастырей»[20].
- Голландский купец и торговый агент Исаак Масса: «Очень добр, набожен и весьма кроток… Он был столь благочестив, что часто желал променять своё царство на монастырь, ежели бы только это было возможно»[20].
- Дьяк Иван Тимофеев во «Временнике» пишет: «Своими молитвами царь мой сохранил землю невредимой от вражеских козней. Он был по природе кроток, ко всем очень милостив и непорочен и, подобно Иову, на всех путях своих охранял себя от всякой злой вещи, более всего любя благочестие, церковное благолепие и, после священных иереев, монашеский чин и даже меньших во Христе братьев, ублажаемых в Евангелии самим Господом. Просто сказать — он всего себя предал Христу и всё время своего святого и преподобного царствования; не любя крови, как инок, проводил в посте, в молитвах и мольбах с коленопреклонением — днём и ночью, всю жизнь изнуряя себя духовными подвигами… Монашество, соединенное с царством, не разделяясь, взаимно украшали друг друга; он рассуждал, что для будущей (жизни) одно имеет значение не меньше другого, [являясь] нераспрягаемой колесницей, возводящей к небесам. И то, и другое было видимо только одним верным, которые были привязаны к нему любовью. Извне все легко могли видеть в нём царя, внутри же подвигами иночества он оказывался монахом; видом он был венценосцем, а своими стремлениями — монах»[20].
- Князь Иван Катырев-Ростовский: «Благоюродив бысть от чрева матери своея и ни о чём попечения имея, токмо о душевном спасении». По его свидетельству, в царе Фёдоре «мнишество бысть с царствием сплетено без раздвоения и одно служило украшением другому»[3].
- Исключительно важно свидетельство неофициального, иными словами, частного исторического памятника — «Пискарёвского летописца». О царе Фёдоре сказано столько доброго, сколько не досталось никому из русских правителей. Его называют «благочестивым», «милостивым», «благоверным», на страницах летописи приводится длинный список его трудов на благо церкви. Кончина его воспринимается как настоящая катастрофа, как предвестие худших бед России: «Солнце померче и преста от течения своего, и луна не даст света своего, и звезды с небеси спадоша: за многи грехи християнския преставися последнее светило, собратель и облагодатель всея Руския земли государь царь и великий князь Фёдор Иванович…» Обращаясь к прежнему царствованию, летописец вещает с необыкновенной нежностью: «А царьствовал благоверный и христолюбивый царь и великий князь Феодор Иванович… тихо и праведно, и милостивно, безметежно. И все люди в покое и в любви, и в тишине, и во благоденстве пребыша в та лета. Ни в которые лета, ни при котором царе в Руской земли, кроме великого князя Ивана Даниловича Калиты, такие тишины и благоденства не бысть, что при нём, благоверном царе и великом князе Феодоре Ивановиче всеа Русии»[20].
- Василий Ключевский: «…блаженный на престоле, один из тех нищих духом, которым подобает Царство Небесное, а не земное, которых церковь так любила заносить в свои святцы»[3].
- Архимандрит Тихон (Шевкунов): «Царь Феодор Иоаннович был удивительный, светлый человек. Это был воистину святой на троне. Он постоянно пребывал в богомыслии и молитве, был добр ко всем, жизнью для него была церковная служба, и Господь не омрачил годы его царствования нестроениями и смутой. Они начались после его смерти. Редко какого царя так любил и жалел русский народ. Его почитали за блаженного и юродивого, называли „освятованным царём“. Недаром вскоре после кончины он был занесён в святцы местночтимых московских святых. Народ видел в нём мудрость, которая исходит от чистого сердца и которой так богаты „нищие духом“. Именно таким изобразил царя Фёдора в своей трагедии Алексей Константинович Толстой. Но для чужого взгляда этот государь был другим. Иностранные путешественники, соглядатаи и дипломаты (такие как Пирсон, Флетчер или швед Петрей де Эрлезунда), оставившие свои записки о России, в лучшем случае называют его „тихим идиотом“. А поляк Лев Сапега утверждал, что „напрасно говорят, что у этого государя мало рассудка, я убеждён, что он вовсе лишен его“»[21].

## Память

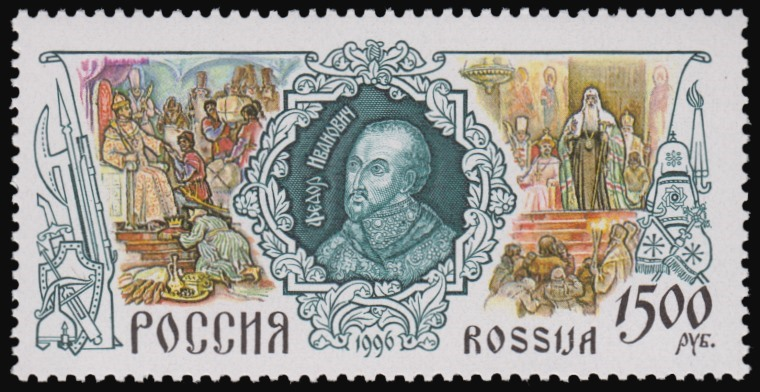
Почтовая марка 1996 год

Почитание блаженного царя православной церковью началось вскоре после его кончины: святой патриарх Иов (†1607) составил «Повесть о честном житии царя Фёдора Иоанновича», уже с начала XVII века известны иконные изображения святого Феодора в нимбе. В «Книге глаголемой описание о Российских святых» (1-я половина XVII века) царь Феодор поставлен в лике московских чудотворцев. В некоторых рукописных святцах в числе московских святых указана и его супруга, царица Ирина, во иночестве Александра (†1603). Память святого Феодора совершается в день его преставления 7 (20) января и в неделю перед 26 августа (8 сентября) в Соборе Московских святых. 

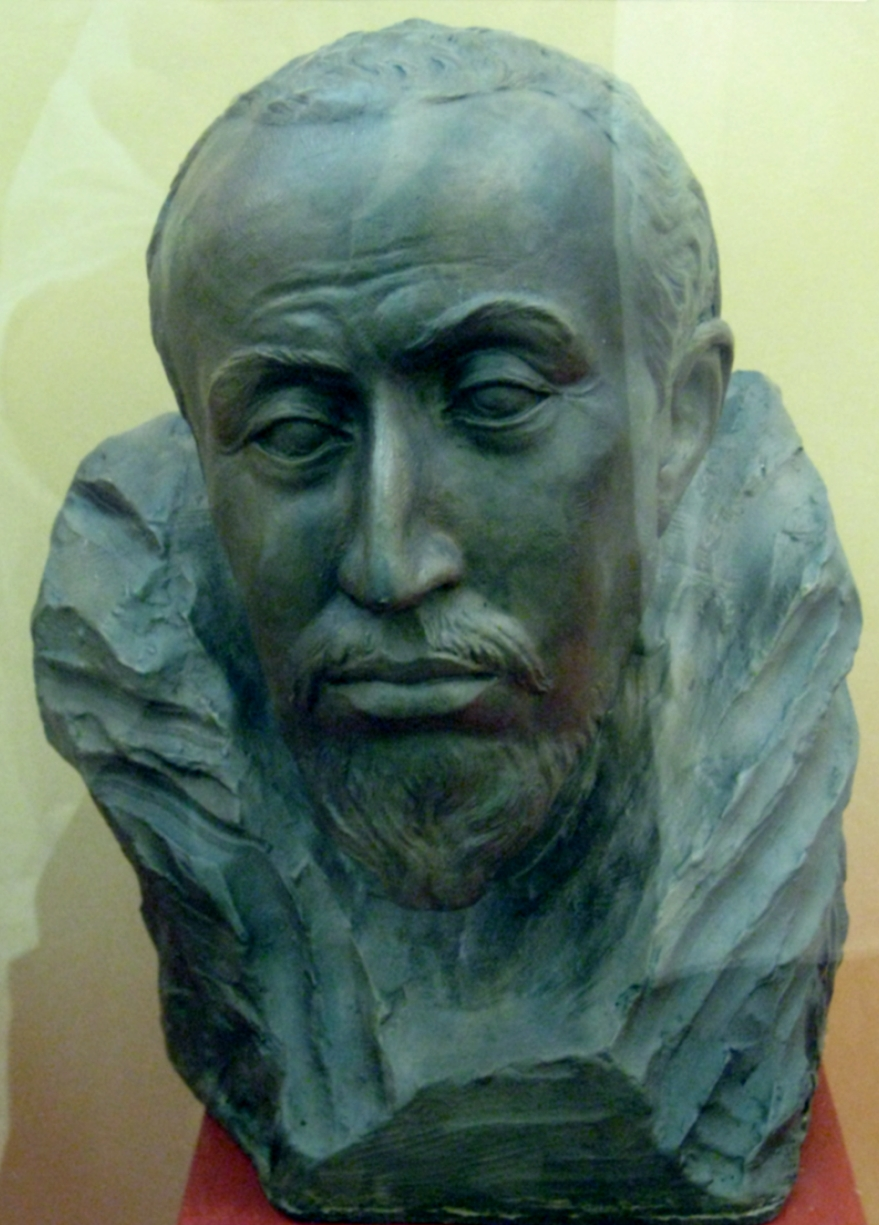
Реконструкция облика царя Михаилом Герасимовым

### В литературе
- Драмы Алексея Толстого «Смерть Иоанна Грозного» (1866) и «Царь Фёдор Иоаннович» (1868).

### В кино
- «Царь Фёдор Иоаннович» (телеспектакль, 1981) — Юрий Соломин
- «Клятвенная запись» (1983) — Юрий Соломин
- Кремлёвские тайны шестнадцатого века (1991) — Алексей Серебряков
- Иван Грозный (2009) — Сергей Аброскин
- Годунов (2018) — Фёдор Лавров
- «Янычар» (2022) — Владимир Кошевой

### Скульптура
В музее-заповеднике «Александровская слобода» представлен скульптурный портрет Фёдора Ивановича, выполненный в 1963 году по его черепу Михаилом Герасимовым.
В Йошкар-Оле 4 ноября 2009 года был открыт памятник царю Фёдору, при котором был основан город (скульптор — Андрей Ковальчук). Другой памятник этому царю был установлен в 2016 году в Белгороде.

### В филателии
В 1996 году Почта России выпустила марку, посвящённую Фёдору Ивановичу.